# 個人編號
个人編號（日语：／ Kojin-bangō */?）是日本政府根据《編號法》制定给各市町村和特别区住民的12位个人识别号码，通称My Number（日语： Mainanbā）。截至至2015年（平成27年）10月，日本国政府拥有着的商标权。
個人編號印製於個人編號卡上。

## 概要
2015年10月5日开始实行并发放。2016年（平成28年）1月以后，征税、社会保障以及自然灾害对策等情况下会使用该号码。社会中有对于此制度有可能引起的人权和隐私权侵害的恐慌的意见。
另外，对于公司法人和团体，也会被派发与个人編號类似的法人編號。
|          | 個人編號                       | 法人編號             |
| -------- | ------------------------------ | -------------------- |
| 派发机关 | 市区町村长                     | 国税厅厅长           |
| 被派发人 | 市区町村的住民（個人）         | 国家机关、法人、團体 |
| 位数     | 12                             | 13                   |
| 适用范围 | 仅限于社会保障、缴税、灾害对策 | 无限定范围           |
| 公开     | 禁止在可使用范围外公开         | 公开                 |

## 个人編號系统导入过程
在过去日本曾有过多次有关于政府是否应当对国民派发编号并利用于各个行政用途的讨论。然而能够在税务方面使用的个人号码一直都没有能够成为现实。
1970年（昭和45年），日本政府设置了“各省厅统一编码研究联络会议”，并开始研究“省厅统一个人编码”。 当时，尽管计划了于1971年（昭和46年）末使全日本国民拥有统一的“省厅统一个人编码”，议题终于还是不了了之了。议题的起点是希望与世界的银行间的交易统一线上化，即「clearing house」，一同进行。
第1次大平内閣政府税制调查会（会长是小倉武一）在1978年（昭和53年）12月提出的报道指，「为了正确把握利息以及配额所得納税者編号制度的引入是应该进行讨论的」，然而还是没有达成一致的结论。。另外，1979年的报道也有「对于现在的日本来说，无法保证具有足够的环境整备以确立纳税者編號制度」这样的说法。
1988年（昭和63年）2月，政府稅制調查會设立「納稅者編號等檢討小委員會」，此委员会於同年的12月发表了报告书。另外1989年（平成元年）2月，14省厅关联的负责人发起了「于税务等行政分野使用的共通编码制度的关系省厅联络检讨会议」。1994年（平成6年）自治省设置了「有关构筑住民記錄系统网络的研究会」。该研究会中也进行了有关住民编号以及纳税者编号制度的讨论。
1997年（平成9年）1月，日本厚生省导入了基礎年金編號。
1999年（平成11年），小渕内閣于日本第145回国会提出的住民基本台帳法的修正法案通过了立法。根据此修正法案，2002年（平成14年）8月开始住民基本注册网络系统开始运转，居民卡上印上了11位的居民卡编码。
2009年（平成21年）6月麻生内閣決定的「經濟財政改革基本方針 2009」中明确记载了「社会保障編號・卡（暂定）计划于2011年度中导入」。然而，麻生内阁在同年中结束，无法实现该计划。
第46屆日本眾議院議員總選舉誕生的第2次安倍内閣于2013年（平成25年）的日本第183屆国会提出了有关編號制度的四项法案。内容是2012年野田内阁提出法案的翻版。该法案经过众议院的修正，经过执政党自由民主党，公明党，以及野党民主党，日本維新会，众人之党的支持下通过了立法。（日本共産党，生活之党，社会民主党等反对）。結果，决定于2015年（平成27年）10月5日开始面向日本国内的全住民派放個人編號。同时预定于2016年（平成28年）1月开始正式使用个人編號系统。

## 賦予號碼的對象
個人編號的指定對象是在日本居住，擁有住民票的全體個人。此指定對象範圍包含日本公民和外國人兩種。
對於法人，其被賦予的編號為法人編號而非個人編號。

### 日本公民
普通的日本公民中，處於個人編號的賦予對象以外的為2015年(平成27年)10月5日之後未在日本的市區町村的住民票中記錄的「在外日本人」（于同日前遷居海外，或者于同日後出生並居住于海外的公民）。在這種情況下，在歸國之後與日本的市區町村提交轉入申請書的時候將被賦予個人編號。
另外，日本公民中不適用于戶籍法的個人即使在日本居住，也劃分在賦予個人編號的範圍以外。天皇和皇族就處於此分類中。

### 外國人
以下屬於4類中任何一種的在日外國人會被賦予個人編號：
- 中長期居留者，即在留卡的被授予者[19]
- 特別永住者
- 一時庇護許可者，臨時許可者（即難民）
- 于日本出生但無日本國籍的停留者、喪失原本國籍的停留者

于日本擁有住所的外國人中，由於外交而取得停留資格並居留的外交官及其家族、由於公務而取得停留資格並居留的駐日美軍及其家族，處於個人編號的賦予範圍以外。

## 個人編號的構成
個人編號是一組12位的數字。因為與其相近的住民票號碼是11位，法人編號是13位，可以區分三者的不同。
個人編號的數字中間並無不可插入連字符(-)或者逗號(,)的要求。個人編號卡上則採用每4位數字隔一個空格的印刷方法（1234 5678 9012）。
個人編號的12位數字中，左側的11位為住民票記錄的11位數字轉換成的一串數字。此轉換公式並未公開，並且從個人編號不可逆推住民票的編號。
個人編號的最後一位是校驗碼，此校驗碼是基於左側11位數字計算而得的校驗數字，此計算公式已經公開。
每個人的個人編號皆獨一無二。結婚或者遷居等情況下個人編號並不會改變。
當且僅當個人編號有外洩並且被不當使用的可能性存在的情況下，可以停止使用當前的編號並且指定新的個人編號。住民票號碼可以根據本人的意願申請變更，而並非必須在特定的條件下，然而住民票號碼的變更並不會對個人編號產生相互的影響。
與中華民國國民身分證統一編號、中華人民共和國公民身份號碼以及大韓民國住民登錄編號不同，個人編號與個人信息（姓名、居住地、戶籍地、性別、出生日期等）並無聯繫。故解析個人編號並不能夠瞭解編號持有人的個人信息的可能性。
| 個人編號的第'n'位（最左為第12位） | 個人編號的第'n'位（最左為第12位） | 個人編號的第'n'位（最左為第12位） | 個人編號的第'n'位（最左為第12位） | 個人編號的第'n'位（最左為第12位） | 個人編號的第'n'位（最左為第12位） | 個人編號的第'n'位（最左為第12位） | 個人編號的第'n'位（最左為第12位） | 個人編號的第'n'位（最左為第12位） | 個人編號的第'n'位（最左為第12位） | 個人編號的第'n'位（最左為第12位） | 個人編號的第'n'位（最左為第12位） |
| 12                                | 11                                | 10                                | 9                                 | 8                                 | 7                                 | 6                                 | 5                                 | 4                                 | 3                                 | 2                                 | 1                                 |
| --------------------------------- | --------------------------------- | --------------------------------- | --------------------------------- | --------------------------------- | --------------------------------- | --------------------------------- | --------------------------------- | --------------------------------- | --------------------------------- | --------------------------------- | --------------------------------- |
| 住民票號碼生成的11位數字          | 住民票號碼生成的11位數字          | 住民票號碼生成的11位數字          | 住民票號碼生成的11位數字          | 住民票號碼生成的11位數字          | 住民票號碼生成的11位數字          | 住民票號碼生成的11位數字          | 住民票號碼生成的11位數字          | 住民票號碼生成的11位數字          | 住民票號碼生成的11位數字          | 住民票號碼生成的11位數字          | 校驗碼                            |

## 另見
- 法人編號
- 全國地方公共團體編號